# Guillaume Limon
Guillaume Limon, né le 7 avril 1841 à Saint-Brandan (Côtes-du-Nord) et mort le 9 juin 1920 dans la même commune, est un homme politique français.

## Biographie
Propriétaire agriculteur, il est lauréat de l'École nationale d'agriculture du Grand-Jouan (1864), président du comice agricole de Quintin, président et fondateur du syndicat central des agriculteurs des Côtes-du-Nord, collabore à plusieurs journaux agricoles et publie Les chemins ruraux en 1912.
Après un premier échec dans la circonscription de Loudéac en 1898, il est élu dans la deuxième circonscription de Saint-Brieuc, où il défend les couleurs de l'Action libérale, député des Côtes-du-Nord en 1902. Il sera réélu en 1906 et 1910.
En 1912, il est élu sénateur lors d'une élection partielle à la suite du décès de Le Provost de Launay. Dans la Haute Assemblée, il siège à la commission des pétitions, des commissions du développement de la natalité et des intérêts locaux.
À la Chambre comme au Sénat, il s'occupe des questions agricoles et rurales et des sujets concernant son département. Il meurt en cours de mandat en 1920.

## Sources
- « Guillaume Limon », dans le Dictionnaire des parlementaires français (1889-1940), sous la direction de Jean Jolly, PUF, 1960 [détail de l’édition]